# 오스트랄라시아 지중해
오스트랄라시아 지중해(Australasian Mediterranean Sea) 또는 호아 지중해(濠亞 地中海)는 북으로는 말레이반도 및 하이난섬부터 남으로는 오스트레일리아 북부에 이르는 바다를 가리킨다.
오스트레일리아(濠)와 아시아(亞)의 사이의 필리핀 제도, 대순다 열도, 소순다 열도, 멜라네시아 등으로 인해 그 사이에 위치한 약 814만 평방킬로미터 정도 넓이의 바다가 지중해에 가까운 형태를 하여 이러한 이름이 붙었지만 편의적인 명칭이며 이들의 실태는 지중해라기보다는 연해에 가깝다.
국제수로기구에서 정한 공식적인 해역은 아니며, 국제수로기구에서 정한 남중국해, 타이만, 싱가포르 해협, 술루해, 술라웨시해, 말루쿠해, 토미니만, 할마헤라해, 스람해, 반다해, 아라푸라해, 티모르해, 사우해, 플로레스해, 발리해, 보니만, 마카사르 해협, 자와해를 포괄하는 명칭이다.

## 같이 보기
- 해양 동남아시아